# Adolf Trotz
Adolf Trotz (Janów, 6 settembre 1895 – ...) è stato un regista e sceneggiatore tedesco.

## Biografia
Dopo aver completato i suoi studi in farmacia e filosofia, Adolf Trotz si avvicinò al cinema. Iniziò la sua carriera cinematografica da regista, dirigendo nel 1920 un cortometraggio che aveva come protagonista Hermann Vallentin. I suoi primi lavori furono legati al documentario, in cui privilegiava temi didattici sulla sessualità e sugli aspetti giuridici delle questioni legali.
Nei primi anni del sonoro, girò il film biografico Elisabetta d'Austria, dove l'imperatrice austriaca era interpretata da Lil Dagover mentre Paul Otto rivestiva i panni di Francesco Giuseppe. Nel 1932, Otto ricoprì il ruolo dello zar Nicola II (Conrad Veidt vi figurava come Rasputin) in Rasputin, Dämon der Frauen, un ulteriore film biografico sulla figura eccentrica del monaco alla corte dello zar.
La salita al potere del partito nazionalsocialista bloccò la carriera cinematografica di Trotz in Germania. Il suo film Wege zur guten Ehe venne proibito a causa della sua visione "privata" e "personale" del matrimonio, privo com'era di coscienza e istinto razziale. Trotz si recò allora in Spagna, dove però venne sorpreso dalla scoppio della guerra civile.

## Filmografia

### Regista
- Peters Erbschaft (1920)
- Wer Bist Du? (1922)
- Glanz gegen Glück (1923)
- Die Stadt der Millionen (1925)
- Der Fluch der Vererbung (1927)
- Überfall
- Der Henker
- Sechzehn Töchter und kein Papa
- Somnambul
- Das Recht der Ungeborenen
- Die Frau im Talar
- Jugendtragödie
- Karriere
- Es kommt alle Tage vor...
- Der Bergführer von Zakopane
- Elisabetta d'Austria (1931)
- Schützenfest in Schilda
- Rasputin, Dämon der Frauen (1932)
- Tatras Zauber
- Wege zur guten Ehe (1933)
- Pasa el amor
- L'Amour qu'il faut aux femmes (1934)
- Alala (1934)
- Nuevas rutas
- Sinfonía vasca

### Sceneggiatore
- Glanz gegen Glück, regia di Adolf Trotz (1923)
- L'amour qu'il faut aux femmes, regia di Adolf Trotz (1933)
- Wege zur guten Ehe, regia di Adolf Trotz (1933)